# Puchar Warrena
Puchar Warrena, Kielich Warrena (ang. Warren Cup) – unikatowy, srebrny, rzymski skyfos pochodzący z początku I w. n.e., na którym przedstawiono dwie homoerotyczne sceny. Jego nazwa pochodzi od nazwiska pierwszego współczesnego posiadacza, kolekcjonera sztuki Edwarda Perry'ego Warrena.

## Historia
Puchar został prawdopodobnie wykonany przez greckiego rzemieślnika na zamówienie rzymskiego klienta. Wykopano go na początku XX w. w Palestynie, być może w Bittir znajdującym się kilka mil na południowy zachód od Jerozolimy, wraz z monetami cesarza Klaudiusza. Datę jego powstania określa się na ok. 10 rok n.e. (5–15 r. n.e.). W 1911 roku puchar został zakupiony przez Edwarda Perry'ego Warrena w Rzymie za 2 tys. funtów. W latach 50. kielich oferowano Muzeum Brytyjskiemu, które nie kupiło go jednak, ponieważ prezesem jego zarządu był arcybiskup Canterbury. Ostatecznie Muzeum weszło w posiadanie pucharu w 1999 roku, kupując go za kwotę 1,8 miliona funtów. Była to wówczas najwyższa kwota, za jaką kiedykolwiek Muzeum Brytyjskie zakupiło eksponat; jego cena z lat 50. była ułamkiem tej sumy.

## Przedstawione sceny i charakterystyka pucharu

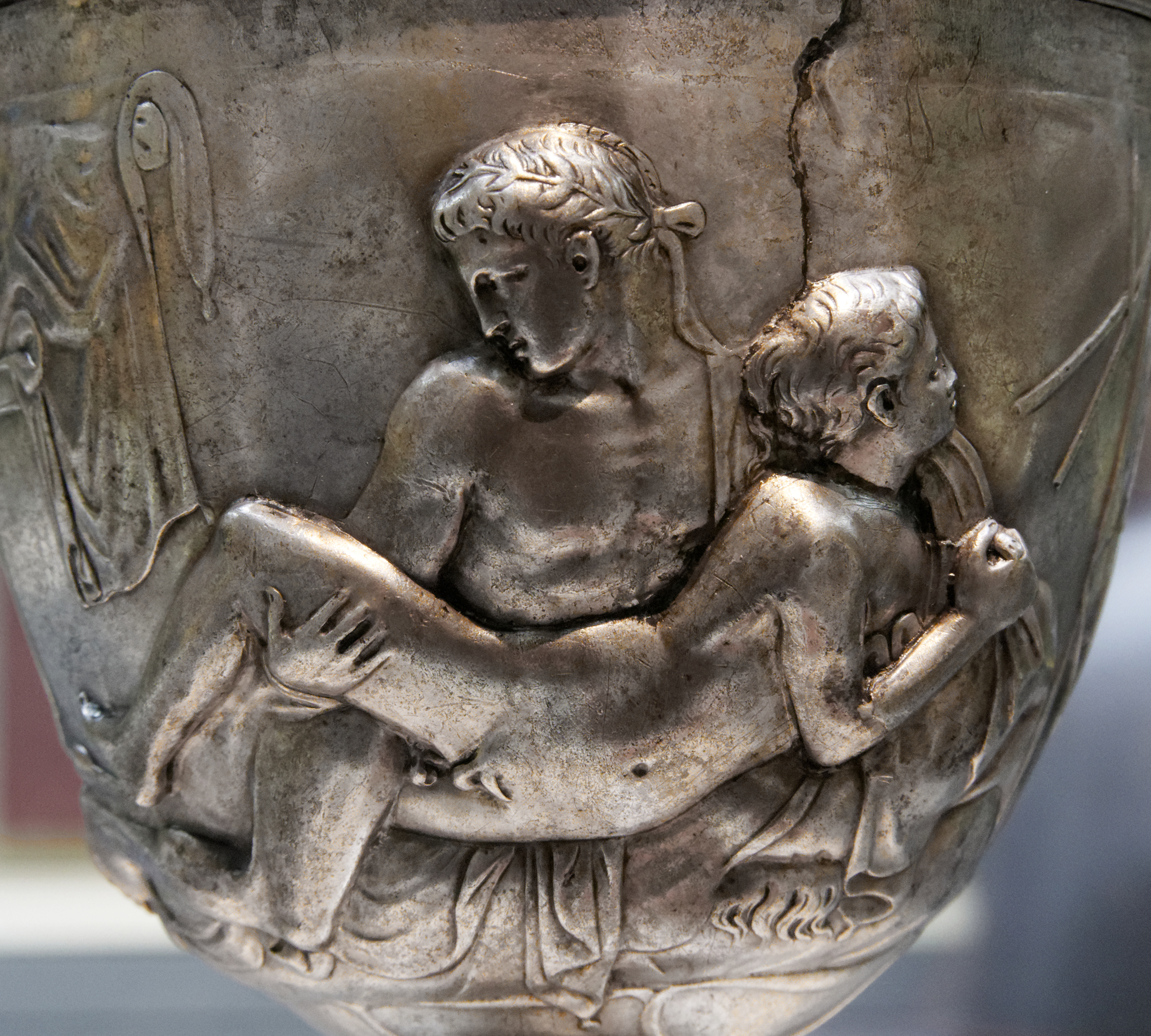
Druga strona kielicha

Puchar oryginalnie posiadał dwa uchwyty, które jednak zaginęły. Sportretowano na nim dwie homoerotyczne sceny: jedną pomiędzy młodszym i starszym mężczyzną (różnicę wieku można wywnioskować z posiadanej przez starszego mężczyznę brody) oraz kolejną pomiędzy dwoma młodymi mężczyznami (mają oni długie pukle włosów, charakterystyczne ówcześnie dla młodych, wolnych Greków; były one „oddawane” bogom w ceremonii odbywającej się w okresie pokwitania). W drugiej ze scen w tle pojawia się kolejna postać, prawdopodobnie niewolnik; być może jest to ukazanie voyeuryzmu. Z wyjątkiem tej postaci, obie pary kochanków z pewnością nie są niewolnikami; najprawdopodobniej wywodzą się z wyższych warstw społecznych, na co wskazują m.in. wieńce na ich głowach czy instrumenty muzyczne w tle (lira, aulos). Sceny, rozgrywające się w prywatnym domu, odwołują się do klasycznego okresu starożytnej Grecji, o kilka wieków wcześniejszego w stosunku do momentu powstania pucharu. Jednocześnie w przeciwieństwie do greckich przedstawień homoseksualnych kontaktów z tamtego okresu, Rzymianie nie unikali dosłownego przedstawienia stosunku. Możliwe, że twórca kielicha, chcąc przedstawić sceny homoerotyczne, wybrał okres Grecji klasycznej, ponieważ kontakty homoseksualne pomiędzy mężczyznami były wówczas powszechne. W okresie powstania kielicha były one już mniej akceptowane, choć nadal częste.
Srebrne skyphoi z tego okresu są niezwykle rzadkie, ponieważ większość z nich później przetopiono. Puchar Warrena w momencie jego wykonania kosztował około 250 denarów, co stanowiło równowartość 25 dzbanów najlepszego wina, dwóch trzecich akra ziemi lub niewyszkolonego niewolnika.